# Wolfgang Weidlich (Verleger)
Wolfgang Weidlich (* 22. Juli 1928 in Chemnitz; † 7. Juni 2019 in Frankfurt am Main) war ein deutscher Verleger und Buchhändler, der sich um die Erforschung der Geschichte seiner Heimatstadt Chemnitz verdient machte.

## Leben
Weidlich wuchs in Chemnitz auf, wo er das Reform-Real-Gymnasium besuchte. Ab März 1947 absolvierte er eine Buchhändlerlehre in Leipzig und in der Nicolaischen Buchhandlung in Berlin. Nach Abschluss der Ausbildung 1949 arbeitete er in der Leihbücherei seiner Mutter und in einer Chemnitzer Sortimentsbuchhandlung. Am 21. August 1951 siedelte er nach Frankfurt am Main über, da er die geplante Umwandlung der Leihbücherei in eine Buchhandlung aus politischen Gründen nicht realisieren konnte. In Frankfurt gründete er zum 1. April 1954 mit einem geliehenen Startkapital in Höhe von 2000 DM ein Antiquariat. 1956 erfolgte zusätzlich die Gründung eines Verlages, in dem er etwa 600 Publikationen zur sächsischen und deutschen Geschichte publizierte. 1984 verkaufte Weidlich den Verlag, er blieb aber noch fünf Jahre als Lektor und bis Jahr 2000 als Antiquar tätig.
Nach der Friedlichen Revolution engagierte er sich ideell und finanziell in seiner Heimatstadt, u. a. über den von ihm mitbegründeten Verein Förderer der Stadtbibliothek Chemnitz. Der Stadtbibliothek Chemnitz stiftete er etwa 40 PKW-Ladungen an Büchern. Seiner Geburtsstadt Chemnitz stellte Weidlich Bücher-, Sach- und Geldspenden im kumulierten Wert von etwa einer halben Million Euro bereit. Für den wiederbegründeten Chemnitzer Geschichtsverein finanzierte er den 1996 gestifteten und nach ihm benannten Wolfgang-Weidlich-Preis für Geschichtswissenschaften, mit dem Schüler- und Studentenarbeiten zur Geschichte von Chemnitz und Umgebung ausgezeichnet wurden und der bis 2017 elf Mal vergeben wurde.

## Schriften (als Herausgeber)
- Chemnitz. Verl. Heimatland Sachsen, Chemnitz 1992, ISBN 3-910186-04-1.
- Sachsen. Bildband der Heimat. Weidlich, Frankfurt am Main 1977, ISBN 3-8035-8521-X (zusammen mit Helmut Sieber).
- Chemnitz. Ab 1953 Karl-Marx-Stadt. Weidlich, Frankfurt am Main 1975, ISBN 3-8035-8487-6.
- Das alte Sachsen. 30 Stahlstiche und Lithographien des 19. Jahrhunderts. Weidlich, Frankfurt am Main 1968.